# مشعل بن عبدالعزیز آل سعود
مشعل بن عبد العزیز آل سعود (۵ سپتامبر ۱۹۲۶–۳ مه ۲۰۱۷)، سیزدهمین پسر ملک عبدالعزیز بود، که از ۲۰۰۷ تا ۲۰۱۷ اواخر عمرش رئیس سابق هیئت بیعت و از اعضای ارشد خاندان آل سعود بود. وی از ۱۹۵۱ تا ۱۹۵۳ وزیر دفاع عربستان و از ۱۹۶۳ تا ۱۹۷۱ فرماندار استان مکه بود.